# Guerra Fantástica
La guerra ispano-portoghese del 1762-1763, meglio nota con l'espressione (tanto portoghese che spagnola) di Guerra Fantástica, venne combattuta tra il maggio 1762 e il febbraio 1763 e vide contrapposti il Regno del Portogallo (supportato dalle truppe del Regno di Gran Bretagna) e il Regno di Spagna (appoggiato dalle forze del Regno di Francia), nell'ambito dei più vasti eventi della globale guerra dei sette anni; il conflitto è anche noto come guerra del Patto di famiglia (in spagnolo Guerra de los Pactos de Familia, in portoghese Guerra do Pacto de Família) dal nome del trattato di alleanza che legava Spagna e Francia, detto appunto "Patto di famiglia" in quanto entrambe le nazioni erano governate da monarchi provenienti dalla famiglia dei Borbone.
L'appellativo di Guerra Fantástica deriva dal fatto che, a dispetto delle enormi forze messe in campo da Spagna e Francia per sottomettere il piccolo e scarsamente armato Portogallo, gli anglo-portoghesi furono in grado di battere gli invasori e concludere positivamente il conflitto senza praticamente combattere alcuna battaglia campale di vaste proporzioni: sotto l'abile guida del conte Guglielmo di Schaumburg-Lippe, gli anglo-portoghesi contrastarono gli invasori tramite tattiche di terra bruciata, attacchi di guerriglia e incursioni contro le linee di comunicazione, facendo collassare le armate nemiche per mancanza di rifornimenti e inducendole a ritirarsi dopo aver subito pesanti perdite. Oltre che lungo il confine tra Spagna e Portogallo, il conflitto fu combattuto anche in America meridionale con alterne vicende: i portoghesi respinsero varie incursioni ai danni della colonia del Brasile, mentre una vittoriosa spedizione condotta da Pedro de Cevallos portò alla conquista da parte della Spagna di alcune zone dell'odierno Uruguay.
Il conflitto si concluse infine con la stipula del Trattato di Parigi il 10 febbraio 1763, il quale impose per Portogallo e Spagna un sostanziale ritorno allo status quo ante bellum.

## Antefatti
Quando la guerra dei sette anni ebbe pieno inizio nel 1756, trascinando tutte le principali potenze europee in un conflitto generalizzato su scala globale, tanto la Spagna quanto il Portogallo si proclamarono inizialmente neutrali. Benché possedesse ancora un vasto impero coloniale, la Spagna era ormai ridotta a una potenza di second'ordine: i conflitti della prima metà del XVIII secolo avevano prostrato la nazione e ridotto la sua influenza nelle più importanti questioni europee, mentre un progressivo declino dei suoi traffici commerciali esteri aveva portato a una perdurante crisi economica. Nonostante il legame dinastico che univa Madrid e Parigi in virtù della comune appartenenza dei rispettivi monarchi alla famiglia dei Borbone, il re Ferdinando VI di Spagna sposò una politica di stretta neutralità per quanto riguardava le rivalità tra le potenze europee, preferendo concentrarsi sulla rivitalizzazione dei traffici commerciali nazionali.
Anche per il Portogallo i giorni da grande potenza erano ormai tramontati. Il paese continuava a possedere un discreto impero coloniale dai cui traffici traeva buoni profitti, e una solida e pluridecennale alleanza con la Gran Bretagna dava una certa sicurezza sul piano delle questioni militari. All'inizio del XVIII secolo il Portogallo aveva partecipato alla guerra di successione spagnola a fianco degli alleati britannici e contro il suo vicino iberico, ma da allora il re Giovanni V e il suo successore Giuseppe I avevano portato avanti una politica di normalizzazione dei rapporti con le altre potenze europee e in particolare con la Spagna, culminata nella stipula del trattato di Madrid del 13 gennaio 1750 che tentava di definire in maniera stabile le sfere di interesse coloniale dei due paesi. Il governo del primo ministro Sebastião José de Carvalho e Melo, in carica dal 1750, si impegnò in un'opera di modernizzazione del paese e di riforme in campo politico ed economico, anche se il devastante terremoto di Lisbona del 1755 causò gravissimi danni all'economia nazionale obbligando il governo a tagliare drasticamente gli stanziamenti per le forze armate.
La situazione iniziò a mutare con l'ascesa al trono di Madrid nel 1759 del re Carlo III di Spagna. Fautore di una politica estera più attiva e di una riconquista per la Spagna di un ruolo di grande potenza, Carlo III si dimostrò sensibile alle pressioni diplomatiche promosse dalla Francia perché il paese scendesse in guerra: la Francia si trovava in seria difficoltà e necessitava di pronto e immediato aiuto, con i britannici che avevano ormai preso il controllo delle colonie francesi in Canada e in India mentre sul fronte della Germania occidentale gli attacchi delle forze di Parigi erano efficacemente rintuzzati da un'armata congiunta anglo-tedesca. Il riavvicinamento diplomatico tra Francia e Spagna portò a una rivitalizzazione di quel "Patto di famiglia" tra i due rami della casata dei Borbone già messo in atto nel corso dei conflitti della prima metà del XVIII secolo, e il 15 agosto 1761 i due paesi siglarono un formale trattato di alleanza; prevedendo un imminente intervento spagnolo nel conflitto, il 4 gennaio 1762 la Gran Bretagna dichiarò formalmente guerra alla Spagna.
Lo stato di guerra tra Spagna e Gran Bretagna finì inevitabilmente con il coinvolgere anche il Portogallo: il 1º aprile 1762 un ultimatum congiunto di francesi e spagnoli intimò al Portogallo di cessare la sua alleanza con la Gran Bretagna, chiudere i suoi porti alle navi e ai traffici commerciali britannici e accettare l'occupazione delle sue principali città da parte di contingenti di truppe spagnole. Benché il paese non fosse minimamente pronto a sostenere una guerra, il governo portoghese si rifiutò di accettare queste condizioni e, dopo la notizia che il 5 maggio alcune unità spagnole avevano iniziato ad attraversare la frontiera tra i due paesi, il 18 maggio il Portogallo dichiarò guerra a Francia e Spagna.

## La guerra

### La prima invasione del Portogallo

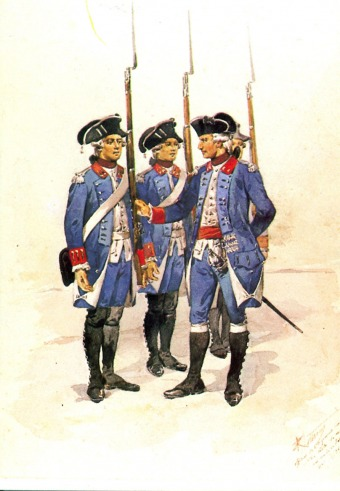
Tavola raffigurante le uniformi della fanteria portoghese nel 1762

Il teatro di operazioni principale della Guerra Fantástica fu rappresentato dalla frontiera ispano-portoghese, dove la Spagna esercitò il suo maggiore sforzo bellico.
A partire dal 5 maggio 1762, un'armata di 22 000 soldati spagnoli al comando del generale Nicolás de Carvajal y Lancaster, invase la regione di Trás-os-Montes nel nord-est del Portogallo con l'ordine di marciare fino alla costa e occupare Oporto, seconda città del paese; l'armata era stata inizialmente schierata con l'intento di fungere da strumento di pressione diplomatica perché il Portogallo accettasse l'ultimatum, ed era di conseguenza impreparata sotto il profilo logistico a condurre un'invasione vera e propria. L'avanzata degli spagnoli fu inizialmente senza opposizione: le città della regione erano indifese e le fortezze che proteggevano la zona erano in maggioranza abbandonate e in rovina, con solo una piccola guarnigione di truppe regolari insediata nella fortezza di Miranda do Douro che tuttavia capitolò già il 9 maggio dopo un breve assedio.
Ad ogni modo, le requisizioni attuate dagli spagnoli per procurarsi i necessari rifornimenti gli alienarono ben presto le simpatie della popolazione locale, e la natura montuosa e accidentata della regione favorì lo scoppio immediato di una efficace guerriglia a danno degli invasori da parte delle forze della milizia portoghese, le quali tagliarono le linee di comunicazione dell'armata spagnola e le inflissero severe perdite umane; i contadini abbandonarono i loro villaggi privando gli spagnoli degli approvvigionamenti alimentari, e due distinte offensive lanciate in direzione di Oporto fallirono miseramente: la prima fu sconfitta dopo uno scontro lungo il fiume Douro contro la milizia portoghese e contingenti di civili armati, mentre la seconda si arenò nelle montagne nei pressi di Montalegre. L'arrivo di alcuni rinforzi di regolari portoghesi portò la gravemente indebolita armata spagnola a ritirarsi in patria entro il giugno 1762, abbandonando tutte le sue conquiste con l'eccezione della città di frontiera di Chaves; dopo questo disastro, il marchese di Sarria fu rimosso dal comando e rimpiazzato dal conte Pedro de Aranda. Le perdite dei borbonici nel corso di questa prima invasione del Portogallo furono severe: un osservatore francese presente ai fatti, il futuro generale Charles François Dumouriez, stimò 10 000 perdite tra prigionieri, disertori e morti in agguati dei guerriglieri, per fame o per malattie, mentre il moderno storico spagnolo José Luis Terrón Ponce stima 8 000 perdite in totale.

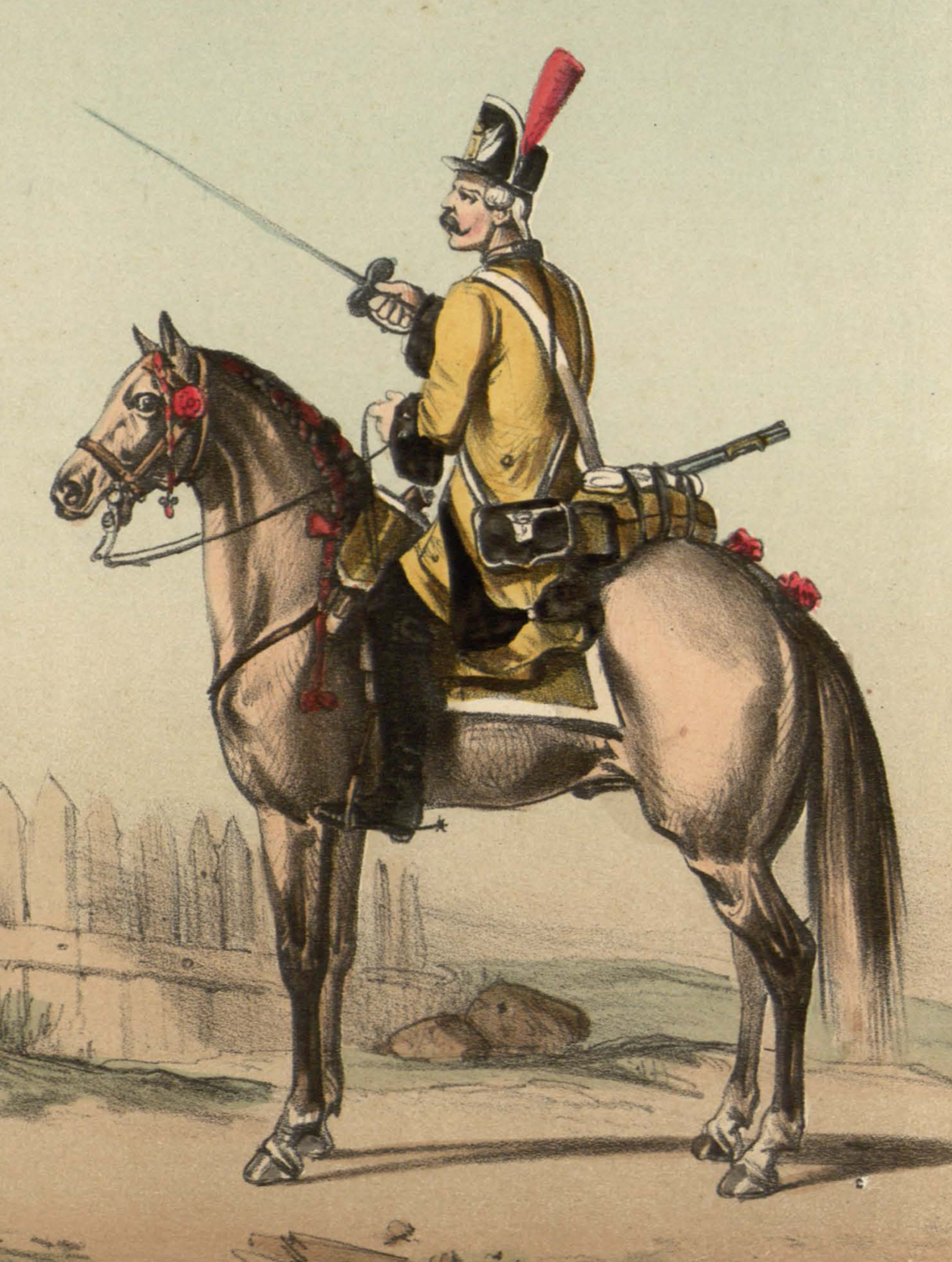
Un dragone spagnolo con l'uniforme in uso nella guerra dei sette anni

Mentre la prima invasione spagnola naufragava, le forze portoghesi andavano riorganizzandosi. Su richiesta del governo portoghese, una forza di spedizione britannica ammontante a 7 100 uomini al comando dei generali John Campbell e George Townshend venne fatta sbarcare a Lisbona in appoggio degli alleati; come comandante in campo delle forze anglo-portoghesi fu designato un esperto ufficiale tedesco messosi in luce nel corso delle campagne contro i francesi nella Germania occidentale: il conte Guglielmo di Schaumburg-Lippe. Il conte di Lippe si mise subito all'opera per integrare e organizzare le forze degli alleati: sulla carta l'esercito regolare portoghese disponeva di 40 000 uomini, ma i soldati erano scarsamente armati ed equipaggiati mentre i ritardi nella corresponsione della paga avevano causato un crollo della disciplina e del morale; il conte di Lippe selezionò quindi solo 7-8 000 uomini dai ranghi dell'esercito portoghese perché fornissero un contingente campale da unire alle forze britanniche, congedando il resto in quanto non utile alle operazioni militari. Il conte si diede molto da fare per migliorare l'organizzazione e l'addestramento delle forze portoghesi, instillando un'influenza di stampo prussiano che migliorò radicalmente l'efficienza in combattimento delle truppe.

### La seconda invasione del Portogallo
Nel luglio 1762 una vasta forza nemica andava radunandosi ai confini del Portogallo in vista di una nuova invasione: una forza combinata di 42 000 soldati borbonici, di cui 30 000 spagnoli sotto il comando del conte di Aranda e 12 000 francesi sotto il principe Charles Juste de Beauvau-Craon andò ad ammassarsi lungo la frontiera con la provincia portoghese di Beira Bassa nel centro dl paese in vista di una marcia alla volta di Lisbona; questa forza iniziò le operazioni a metà agosto ponendo l'assedio alla fortezza di confine di Almeida, che capitolò il 25 agosto. Una seconda armata spagnola stava nel frattempo radunandosi a Valencia de Alcántara per preparare un'invasione della regione portoghese di Alentejo, a sud della forza principale franco-spagnola; il conte di Lippe decise di anticipare la mossa e inviò all'attacco una forza anglo-portoghese sotto il generale John Burgoyne: il 27 agosto Burgoyne sconfisse gli spagnoli nella battaglia di Valencia de Alcántara, galvanizzando il morale degli anglo-portoghesi e allontanando la minaccia di un'invasione del sud del Portogallo.

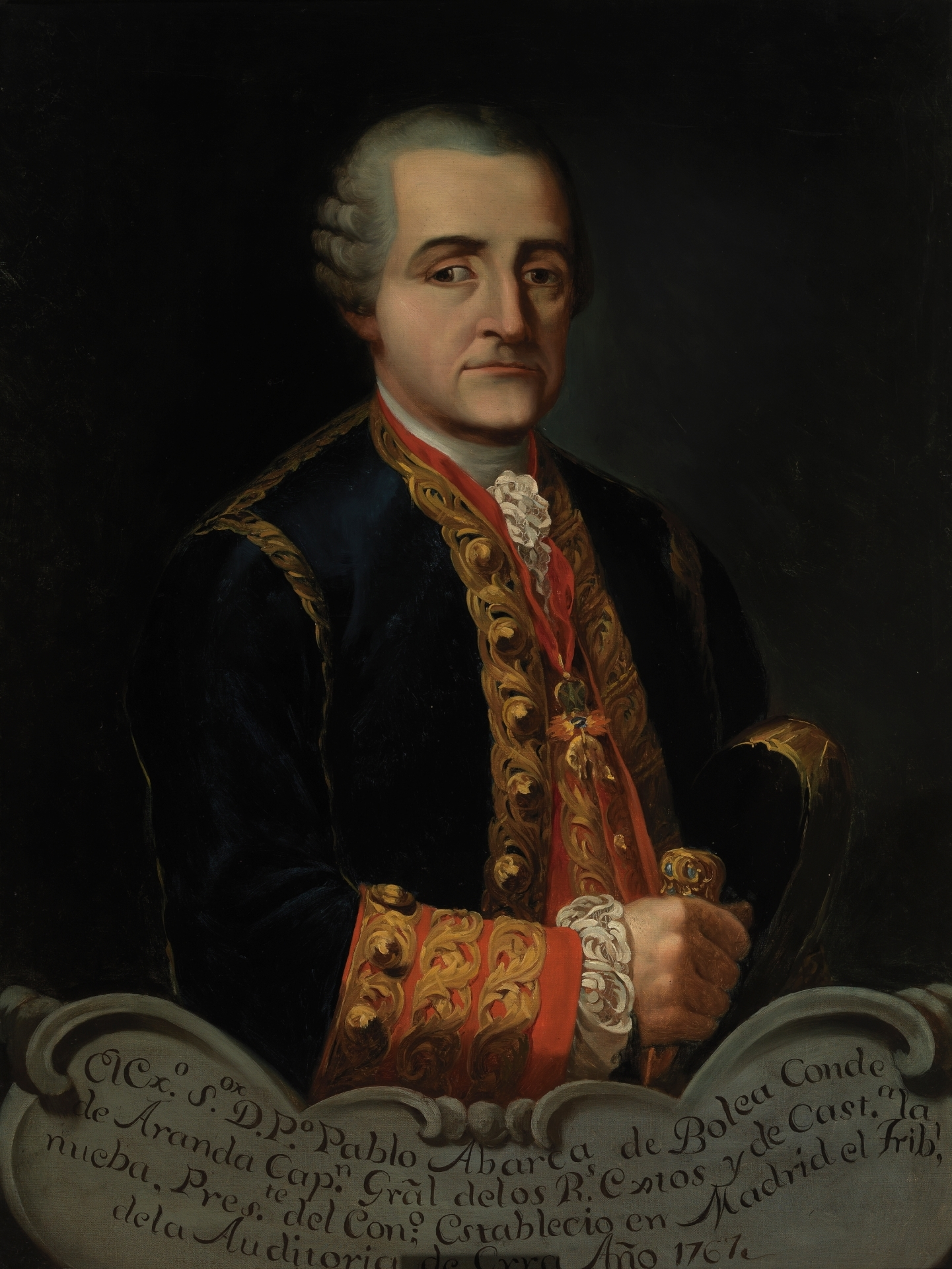
Pedro de Aranda, comandante delle forze borboniche, in un ritratto dell'epoca

L'armata borbonica di Aranda e di Beauvau-Craon continuò la sua avanzata nel Portogallo centrale, prendendo diverse città e fortezze lasciate praticamente indifese; per il 2 ottobre i borbonici avevano raggiunto Vila Velha de Ródão, ma il 7 ottobre subirono una sconfitta nella battaglia di Vila Velha quando un loro tentativo di portarsi sulla riva meridionale del fiume Tago venne respinto da un contingente anglo-portoghese sotto il generale Charles Lee. Le forze anglo-portoghesi riuscirono infine a bloccare gli invasori nella regione montuosa intorno ad Abrantes, impiegando (in cooperazione con la popolazione locale) tattiche di terra bruciata per lasciare senza rifornimenti i franco-spagnoli: i contadini abbandonarono i villaggi portando con sé bestiame e vettovaglie, mentre miliziani e guerriglieri attaccavano le linee di comunicazione degli invasori. Tormentate da guerriglieri e malattie e senza più vettovaglie, le forze borboniche non ebbero altra scelta che ritirarsi.
L'armata franco-spagnola fu praticamente annientata, e i superstiti (lasciati dietro di sé i feriti e gli ammalati) furono braccati fino al confine con la Spagna da gruppi di civili armati e dall'armata regolare anglo-portoghese che, guidata dal generale Townshend, compì per due volte un accerchiamento della retroguardia nemica catturando anche, il 2 novembre, il quartier generale borbonico situato a Castelo Branco. Le perdite riportare dai franco-spagnoli in questa seconda invasione furono stimate in 15 000 uomini da Dumouriez, mentre l'allora ambasciatore britannico a Lisbona Eduard Hay calcolò un totale di 30 000 vittime nel corso delle due invasioni del 1762.
Notizie circa l'imminenza della stipula di un accordo di pace spinsero gli spagnoli a organizzare una terza invasione del Portogallo. Contando sul fatto che con l'inverno imminente gli anglo-portoghesi si fossero ormai ritirati nei loro acquartieramenti, Aranda lanciò un attacco a sorpresa contro le fortezze di confine di Ouguela e Marvão, nella regione di Alentejo: l'attacco a Marvão fu respinto dalla guarnigione anglo-portoghese tra il 9 e il 10 novembre, ed un esito analogo ebbe l'assalto al castello di Ouguela. Un'ultima azione si verificò il 19 novembre, quando una forza portoghese al comando del colonnello britannico Wrey compì un'incursione nella regione spagnola di Codicera dove furono catturati altri prigionieri; con le sue truppe in rovina e demoralizzate, il 24 novembre Aranda inviò un emissario al conte di Lippe proponendo un armistizio, poi siglato il 1º dicembre seguente.

### Operazioni in Sudamerica
Le regioni al confine della vasta colonia portoghese del Brasile rappresentarono un teatro di guerra secondario nel corso del conflitto, ma videro nondimeno diverse azioni belliche.
Il governatore spagnolo di Buenos Aires, Pedro de Cevallos, organizzò una spedizione nel territorio corrispondente all'attuale Uruguay: al comando di un contingente di 3 900 uomini (700 fanti, 200 dragoni, 1 800 miliziani locali e 1 200 indios alleati), gli spagnoli catturarono la colonia portoghese di Colonia del Sacramento il 31 ottobre 1762, per poi spingersi più a nord all'interno della regione del Rio Grande do Sul. La guarnigione portoghese della regione ammontava a non più di 1 000 uomini tra regolari e miliziani, e dovette abbandonare al nemico praticamente senza combattere le cittadine di São José do Norte e Rio Grande; una seconda forza spagnola di 500 regolari e 2 000 indios sotto il comando del tenente colonnello Antonio Cattani mosse in appoggio di Cevallos dalla regione delle Misiones Orientales in direzione di Rio Pardo, ma fu sconfitta il 1º gennaio 1763 nella battaglia di Santa Bárbara dopo essere caduta in un'imboscata da parte di 230 dragoni e miliziani portoghesi.
Un tentativo portoghese di riconquistare Colonia del Sacramento con l'appoggio di alcune navi britanniche fu respinto il 6 gennaio 1763, e Cevallos poté riprendere la sua offensiva catturando nell'Uruguay orientale la Fortezza di Santa Teresa il 19 aprile e il Forte di San Miguel il 23 aprile assicurandosi il controllo della regione.
Altre azioni si verificarono nel corso del 1763 nella regione del Mato Grosso, quando una forza spagnola compresa tra i 600 e i 1 200 uomini proveniente da Santa Cruz de la Sierra nell'odierna Bolivia attraversò il fiume Guaporé per mettere sotto assedio il forte portoghese di Conceição; la guarnigione portoghese non solo riuscì a resistere ma, ricevuti rinforzi e approfittando dello scoppio di epidemie nei ranghi del nemico, passò anche al contrattacco catturando le missioni di San Miguel e San Martin dall'altro lato del Guaporé, tagliando le vie di approvvigionamento degli spagnoli e forzandoli a ritirarsi. Più a nord in Amazzonia, i portoghesi lanciarono un'offensiva lungo la valle del fiume Rio Negro scacciando le guarnigioni spagnole da due postazioni fortificate, il Forte de São José de Marabitanas e il Forte de São Gabriel da Cachoeira.

## Conseguenze
Lo stato di guerra perdurò formalmente fino alla stipula del trattato di Parigi il 10 febbraio 1763, uno dei due trattati conclusivi della guerra dei sette anni. Il trattato fu fondamentalmente negoziato da Gran Bretagna, Francia e Spagna con il Portogallo ridotto al ruolo di mero spettatore; ad ogni modo, la pace di Parigi impose la restituzione al Portogallo delle ultime città ancora occupate dagli spagnoli (Almeida e Chaves) e il ripristino del confine prebellico tra le due nazioni. Il trattato impose poi la restituzione di Colonia del Sacramento ai portoghesi, i quali poterono conservare anche il controllo delle loro limitate conquiste nel Mato Grosso e in Amazonia; il possesso della regione di confine tra il Rio Grande do Sul e l'Uruguay continuò a essere contestato dalle due nazioni e oggetto di una guerra non dichiarata fino alla stipula del trattato di San Ildefonso del 1º ottobre 1777, che definì il confine tra i due domini coloniali secondo le linee ancora oggi rispettate.